# 新市区街道 (玉门市)
新市区街道，是中华人民共和国甘肃省酒泉市玉门市下辖的一个乡镇级行政单位。

## 行政区划
新市区街道下辖以下地区：
南街社区、北街社区和玉关路社区。